# Южный фронт (1940 года)
Южный фронт (1940 года) — оперативно-стратегическое объединение в Вооружённых Силах СССР во время присоединения Бессарабии и Северной Буковины к СССР. В годы существования СССР о формировании в 1940 году Южного фронта в исторической военной литературе не сообщалось.

## История
9 июня Военные советы Киевского Особого военного округа и Одесского военного округа получили директивы наркома обороны СССР ОУ/583 и ОУ/584, в которых им была поставлена задача привести войска в состояние боевой готовности по штатам мирного времени, сосредоточить их на границе с Румынией и подготовить военную операцию по присоединении Бессарабии к СССР.
20 июня войска Южного фронта составили войска Киевского военного (далее КОВО) и Одесского военного (далее ОдВО) и войск других округов.
Управление КОВО выделило Полевое управление фронта. В Военный совет фронта вошли: командующий войсками фронта генерал армии Г. К. Жуков, член Военного совета — корпусной комиссар В. Н. Борисов, начальник штаба генерал-лейтенант Н. Ф. Ватутин. Полевое управление фронта находилось в г. Проскуров.
28 июня правительство Румынии приняло требования правительства СССР и конфликт был разрешён мирным путём. В 11:00 советские войска получили новую задачу — без объявления войны занять Северную Буковину и Бессарабию. Военный совет Южного фронта директивой № А00149 поставил новую задачу войскам фронта — выйти к р. Прут и закрепить за СССР территории. В 14:00 войска фронта начали операцию.
3 июля в 14:00 советско-румынская граница была закрыта. Таким образом войска фронта выполнили поставленную перед ними задачу. Военные советы армий, командиры корпусов и дивизий приступили к изучению новых мест дислокации и к плановой боевой и политической подготовке личного состава.
9 июля управление Южного фронта расформировано.

## Состав фронта
- 12-я армия
- 5-я армия
- 9-я армия

## Военный совет фронта
- Г. К. Жуков, командующий войсками фронта, генерал армии, (20.06 — 09.07.1940).
- В. Н. Борисов, член Военного совета, корпусной комиссар, армейский комиссар 2 ранга (20.06 — 09.07.1940).
- Н. Ф. Ватутин, начальник штаба фронта, генерал-лейтенант (20.06 — 09.07.1940).

## Действия фронта
Советская власть не признавала присоединение к Румынии Бессарабии (центр — город Кишинёв, территория между реками Днестр и Прут), входившей в 1812-1917 гг. в состав Российской империи. Это непризнание было частью общего непризнания СССР Версальской послевоенной системы.
В августе 1939 года между Германией и СССР был заключён пакт Молотова — Риббентропа. Секретные протоколы пакта предусматривали переход переход Бессарабии и Северной Буковины в «зону интересов» СССР. Однако Румыния получила гарантии безопасности от Англии и Франции. После того, как в ходе молниеносной военной кампании мая-июня 1940 года Франция капитулировала перед Германией, а английские войска ушли из континентальной Европы, ситуация изменилась, гарантии де-факто потеряли свою силу. Советское правительство предъявило территориальные претензии к Румынии. Румынское правительство обратилось за помощью к Германии, однако получило из Берлина ответ, что оно должно самостоятельно урегулировать свои разногласия с СССР.
Тем временем в СССР командующим Киевским военным округом в июне 1940 года был назначен Георгий Жуков, и уже 9 июня Военные советы КОВО и ОдВО на основании директив наркома обороны ОУ/583 и ОУ/584, соответственно, приступили к подготовке военной операции.
12 июня в 18:30 Военные советы округов получили распоряжение Генштаба о перевозках войск железнодорожным транспортом в места сосредоточения.
К 17 июня Военный совет Южного округа разработал план операции.
19 июня в г. Проскурове были проведены специальные занятия с Военными советами армий и командирами корпусов по предстоящей операции. Тут же были даны указания об особенностях боевой подготовки войск и тылов.
20 июня
В 21:40 командиры Генерального штаба Красной Армии подполковник Шикин и майор Рыжаев в Киеве вручили командующему войсками КОВО генералу армии Г. К. Жукову директиву наркома обороны СССР и начальника Генштаба № 101396/СС. Командование Красной Армии приказывало приступить к сосредоточению войск и быть готовым к 22:00 24 июня к наступлению с целью разгромить румынскую армию и занять Северную Буковину и Бессарабию.
Полевое управление Южного фронта возглавил Военный совет. Штаб фронта должен был разместиться в г. Проскурове.
Состав фронта:
- 5-я армия (командующий на время операции — генерал-лейтенант В. Ф. Герасименко).
- 12-я армия (командующий генерал-майор Ф. А. Парусинов).
- 9-я армия (командующий генерал-лейтенант Болдин И. В., заместитель командующего войсками армии генерал-лейтенант Козлов Д. Т.).

Из войск КОВО и войск прибывших из других округов формировались 5-я армия и 12-я армия.
Из войск ОдВО и войск прибывших из других округов формировалась 9-я армия, штаб армии в Гросулово 35 км к северо-востоку от г. Тирасполь (ныне Великая Михайловка).
22 июня Военный совет фронта представил план операции на утверждение наркому обороны.
22-23 июня Военные советы армий провели занятия с выходом на местность с командирами корпусов и дивизий. Изучались порядок занятия исходного положения, организация предстоящего наступления, взаимодействия родов войск, управления, связи, устройства тыла и действий на ближайший этап операции.
23 июня
В 17:00 в Генеральный штаб Красной Армии в г. Москву из штаба фронта прибыл полковник Данилов, который доставил на утверждение наркома обороны и начальника Генштаба проекты директивных документов командования Южного фронта.
В 21:00 нарком обороны С. К. Тимошенко и начальник Генштаба Б. М. Шапошников направили генералу армии Г. К. Жукову шифротелеграмму № ОУ/71, в которой сообщали, что представленный план в основном утверждён.
24 июня
В 10:45 командующий войсками 9-й армии доложил штабу фронта план «учений» 55-го стрелкового корпуса:
- 25-я сд высаживает речной десант на мыс правого берега Цареградского гирла Днестровского залива, а затем вся переправляется через Бугазский маяк главными силами.
- 74-я сд переправляет десант в составе двух сокращённых стрелковых батальонов через реку Днестр с целью захвата правого берега лимана севернее г. Аккерман. Батальоны переправляются на рыбацких баркасах, вооружённых пулемётами, противотанковыми и противоавиационными орудиями. Каждый батальон намечается усилить четырьмя противотанковыми пушками и двумя полковыми.
- Остальные силы 74-й сд и главные силы 25-й сд, переправляются по понтонному мосту через Цареградское гирло, которые наведут два понтонных батальона.
- Вся операция по захвату правого берега реки и переправы по понтонному мосту обеспечивается сухопутной артиллерией, авиацией и артиллерией морских судов Черноморского флота. Севернее Днестровского лимана в нижнем течении Днестра на фронте Ясски, Маяки сосредоточивается Сводный стрелково-пулемётный полк Тираспольского укреплённого района и Сводный артиллерийский полк Одесского артиллерийского училища, которые должны были форсировать реку и наступать на Коркмазы и Хан-Кишло, отвлекая на себя противника от г. Аккермана.

На основании указаний нарком обороны С. К. Тимошенко и начальник Генштаба Б. М. Шапошников Военный совет фронта в 11:15 24 июня отдал своим войскам приказ об окончательном утверждении планов.
В состав войск фронта входили 32 стрелковые, 2 мотострелковые, 6 кавалерийских дивизий, 11 танковых и 3 авиадесантные бригады, 14 корпусных артполков, 16 артполков РГК и 4 артдивизиона большой мощности, 21 истребительный, 12 среднебомбардировочных, 4 дальнебомбардировочных, 4 легкобомбардировочных, 4 тяжёлобомбардировочных авиаполка, до 460 000 человек, до 12 000 орудий и миномётов, около 3 000 танков, 2160 самолётов.
26 июня Советское правительство предъявило Румынии требование передать Бесарабию и Северную Буковину СССР.
27 июня
Утром в Румынии была объявлена мобилизация.
Румыния имела на советско-румынской границе крупную группировку войск. От Валя-Вишеуляй до Сокиряны располагались войска 1-й группы армий, в которую входили войска 3-й армии (штаб — м. Роман) в составе Мехкорпуса (1-я, 4-я мехбригады), 8-го и 10-го армейских корпусов (5-я, 6-я, 7-я, 8-я, 29-я, 34-я, 35-я пехотные и 2-я кавалерийская дивизии). Вдоль р. Прут от м. Сокиряны до Чёрного моря были располагались войска 4-й армии (штаб — м. Текуч) в составе 1-го, 3-го, 4-го и 11-го армейских корпусов (2-я, 11-я, 12-я, 13-я, 14-я, 15-я, 21-я, 25-я, 27-я, 31-я, 32-я, 33-я, 37-я пехотные, 3-я, 4-я кавалерийские дивизии). Войска 1-й группы армий представляли собой 60 % сухопутных войск Румынии и имели численность около 450 000 человек.
Командиры корпусов и дивизий фронта уже на границе изучили на местности с командно-начальствующим составом вопросы занятия исходного положения, организации предстоящего наступления, взаимодействия родов войск, управления, связи, устройства тыла и действий на ближайший этап операции.
Войска 12-й армии, находившиеся в Предкарпатье, были развёрнуты на юго-восток. Штаб армии передислоцировался из г. Станислава в г. Коломыю и получил 8-й, 13-й, 15-й, 17-й стрелковые корпуса и Кавалерийскую группу (командующий генерал-лейтенант Я. Т. Черевиченко) в составе 2-го и 4-й кавалерийских корпусов.
Вечером почти все войска фронта были сосредоточены и развёрнуты в соответствии с планом Военного совета.
В 23:00 Советское правительство получило ответ на ноту СССР от правительства Румынии, в котором румынское правительство заявляло, что оно готово приступить к обсуждению всех предложений, исходящих от Советского правительства.
Состав войск Южного фронта на 27 июня 1940:
- Управление фронта
- Резервы фронта — 8-я, 17-я, 86-я, 100-я сд, 201-я, 204-я, 214-я адбр.
- 12-я армия:

- 8-й стрелковый корпус(72-я, 124-я, 146-я сд, 10-я, 26-я лтбр);
- 13-й стрелковый корпус (60-я, 62-я, 139-я сд, 192-я ГСД, 24-я лтбр);
- 15-й стрелковый корпус (7-я, 141-я сд, 38-я тбр);
- 17-й стрелковый корпус (58-я, 131-я сд, 81-я мд, 13-я лтбр);
- 2-й кавалерийский корпус (3-я, 5-я кд, 5-я лтбр).
- 4-й кавалерийский корпус (16-я, 34-я кд, 23-я лтбр).

- 5-я армия:

- 49-й стрелковый корпус (44-я, 80-я, 135-я сд, 36-я лтбр);
- 36-й стрелковый корпус (130-я, 169-я сд, 49-я лтбр);

- 9-я армия:

- 140-я сд;
- 7-й стрелковый корпус (51-я, 74-я сд, 15-я мд, 14-я ттбр)
- 35-й стрелковый корпус (25-я, 173-я, 95-я сд);
- 37-й стрелковый корпус (30-я, 147-я, 176-я сд);
- 55-й стрелковый корпус (116-я, 150-я, 164-я сд);
- 5-й кавалерийский корпус (9-я, 32-я кд, 4-я лтбр).

28 июня
Правительство Румынии приняло требования правительства СССР и конфликт был разрешён мирным путём.
В 11:00 после получения ответа румынского правительства советские войска получили задачу — без объявления войны занять Северную Буковину и Бессарабию.
В Бессарабию и Северную Буковину вводилось ограниченное количество сосредоточенных войск: от 12-й армии — 4-й кк с 23-й лтбр, 2-й кк с 5-й лтбр (1-й эшелон), 60-я, 58-я, 131-я сд и 192-я гсд (2-й эшелон). От 5-й армии — 36-я, 49-я лтбр (1-й эшелон), 80-я, 169-я сд (2-й эшелон). От 9-й армии — 5-й кк, 4-я лтбр, 15-я мсд, 95-я, 25-я (1-й эшелон), 74-я, 140, 173-я сд, 14-я ттбр (2-й эшелон). Также предусматривалось использование 201-й и 204-й адбр фронтового подчинения. Другая часть войск оставались на советско-румынской границе в готовности.
Войска получили указание Политуправления Красной Армии о разъяснении личному составу, что, благодаря мудрой внешней политике, Советский Союз избавил от кровопролитной войны трудящихся Бессарабии и Северной Буковины и решён вопрос о возвращении Бессарабии в семью советских народов мирным путём. Войскам должны были сохранять бдительность и вести активную политработу среди местного населения.
Командование фронта отдало войскам директиву о движении к р. Прут и закреплении за СССР территории Северной Буковины и Бессарабии.
В 14:00 войска фронта начали операцию.
В 14:30 штаб фронта доложил в Москву о том, что из 12-й армии в Северную Буковину вступили 5-я лтбр и 58-я сд в районе Снятын, 24-я лтбр в районе Княже, 141-я сд двинулась в район Залещиков, а из 5-й армии в Бессарабию — 80-я сд в районе Устье, Сокол, Большая Мукша и 169-я сд — в районе Ямполь, Сороки. Однако с переправой войск 9-й армии возникли проблемы.
Советские войска продвигались практически вслед за арьергардами румынских войск, а подвижные моторизованные отряды обгоняли их.
В 23:00 армии фронта заняли Черновицы, Хотин, Сороки, Кишинёв, Аккерман и районы Сторожинец и Бельцы. Румынские войска продолжали отход за р. Прут.
В 23:00 командование фронта отдало своим войскам директиву, в которой указывалось:
Армиям фронта с утра 29.6 продолжать движение и занять северную Буковину и Бессарабию и к исходу 30.6 выйти к новой государственной границе.
9-й армии — выйти 29.6 на рубеж Пырлица, Ганчешты, Дезгинже. Основные силы действующих войск иметь: 15-ю мд в районе Пырлица, 95-ю сд — Ганчешты, 21-ю лтбр — Дезгинже и 173-ю сд — Кишинев. Все эти соединения объединить в составе 35-го ск.
29 июня
Войска Южного фронта с утра 29 июня возобновили продвижение вперёд.  В 10 км севернее г. Болград высажен воздушный десант частей 204 вдбр.
Подвижные моторизованные отряды и затем войска первых эшелонов вышли на реку Прут, где заняли переправы и установили порядок осмотра отходящих румынских частей и того эвакуирующегося местного населения, которое не желало оставаться под Советской властью.
Личное участие в операции приняли прибывшие в Бессарабию С. К. Тимошенко, Г. К. Жуков, Л. З. Мехлис и первый секретарь ЦК КП(б)У Н. С. Хрущёв.
30 июня
В 00:15 начальник Генштаба Маршал Советского Союза Б. М. Шапошников сообщил находящемуся в г. Тирасполе народному комиссару обороны СССР Маршалу Советского Союза Тимошенко С. К. и командующему войсками Южного фронта генералу армии Жукову Г. К. о продлении срока эвакуации румынских войск до 14:00 3 июля. На основании полученной информации командование Южного фронта отдало приказ № 00151, в котором было сказано, что армии фронта, продолжая выдвижение к новой границе, к исходу 29.06 заняли северную Буковину и заканчивают занятие Бессарабии. Далее командующий приказывал:
- Разъяснить всему личному составу, что Советское правительство разрешило румынской армии производить эвакуацию до 14:00 03.07.1940 г., поэтому все вопросы решать только мирным путём, допуская где нужно возможность нормального отхода.

06:00. Войска фронта походными колоннами двигались в глубь территории Северной Буковины и Бессарабии.
1 июля к исходу дня войска Южного фронта выполнили поставленную задачу — вышли на рубеж по рекам Прут и Дунай, то есть на новую советско-румынскую границу.
2 июля Штаб фронта издал приказ в котором потребовал от штабов 12-й, 5-й и 9-й армий организовать оборону границы и разработать план использования войск на случай перехода Румынии к активным действиям. Этот план надо было представить на утверждение к 20:00 4 июля.
3 июля
Нарком обороны СССР Маршал Советского Союза С. К. Тимошенко направил наркому внутренних дел СССР Л. П. Берия письмо с предложением выдвинуть пограничные войска НКВД на линию новой государственной границы СССР с Румынией и о смене соединений Красной Армии.
В 14:00 советско-румынская граница была закрыта. Таким образом войска Южного фронта выполнили поставленную перед ними задачу. Командования армий, корпусов и дивизий приступили к изучению новых дислокации и плановой боевой и политической подготовке в занимаемых ими районах.
5 июля в связи с окончанием похода войска Южного фронта были приведены в состояние постоянной боевой готовности мирного времени.
6 июля
СНК СССР принимает постановление, по которому территория Северной Буковины включалась в состав КОВО, а Бессарабии — в состав ОдВО, и в связи с этим изменениями предусматривалось проведение организационных мероприятий в Красной Армии.
Нарком обороны СССР Маршал Советского Союза С. К. Тимошенко издал директивы Военным советам КОВО и ОдВО о новом составе и дислокации войск этих округов. В директивах также предусматривалось начать новые формирования соединений, утверждённые правительством, перевести войска в новые места постоянной дислокации, расформировать части и учреждения, созданные для проведения похода и начать увольнение задержанного после советско-финляндской войны 1939—1940 годов приписного состава.
7 июля на основании директивы наркома обороны командующий фронтом генерал армии Г. К. Жуков издал директивы, согласно которым временно оставались в Северной Буковине и на севере Бессарабии 192-я гсд, 58-я сд, 60-я сд и 169-я сд, а остальные соединения, части и учреждения направлялись в пункты постоянной дислокации. Для постоянной дислокации в Бессарабии оставались 176-я сд в районе Сороки, Флорешты, Бельцы, 15-я мд в районе Бендеры, Тирасполь, 9-я кд в районе Леово, Комрат, 25-я сд в районе Кагул, Болград, 51-я сд в районе Килия, Старая Сарата, Аккерман и управления 14-го ск и 35-го ск соответственно в Болграде и Кишинёве.
8 июля в 20:00 граница была передана Красной Армией под охрану пограничным войскам НКВД. На новой границе и по рекам Прут и Дунай были развернуты с севера на юг 97-й (Черновицкий), 23-й (Липканский), 24-й (Бельцкий), 2-й (Каларашский), 25-й (Кагульский) и 79-й (Измаильский) погранотряды Украинского и Молдавского округов пограничных войск НКВД. Часть войск Южного фронта начала выдвижение к новым местам постоянной дислокации.
9 июля все войска фронта выдвигались к местам постоянной дислокации, а управление Южного фронта было расформировано.